# Gare de Montenau
La gare de Montenau est une ancienne gare ferroviaire belge de la ligne 48, de Stolberg à Saint-Vith située à Montenau, village de la commune d'Amblève dans la province de Liège en Région wallonne.

## Situation ferroviaire
La gare de Montenau se trouvait au point kilométrique (PK) 79,3 de la ligne 48, de Raeren (frontière allemande) à Saint-Vith entre les haltes d'Ondenval et Born.

## Histoire
Après avoir inauguré en 1885 la section d'Aix-la-Chapelle à Raeren, Waimes et Malmédy de la ligne des Fagnes, les Chemins de fer d'État de la Prusse poursuivent la construction de ce maillon destiné à désenclaver des communes alors situées aux confins occidentaux de l'Allemagne. La section de Waimes à Saint-Vith est livrée à l'exploitation le 20 novembre 1887. En 1888 et 1889, les prolongements vers la ville allemande de Gerolstein et le nœud ferroviaire luxembourgeois de Troisvierges sont à leur tour complétés.
La gare de Montenau ouvre au transport des voyageurs et marchandises dès 1887 ; le chemin de fer se montrant très profitable pour Montenau et les villages alentour. En 1907, la salle d'attente doit être agrandie. En 1909, cette section de ligne est mise à double voie à la fois pour tenir compte des importants transports de coke et de minerai entre le Luxembourg et la Ruhr mais aussi pour des raisons stratégiques : la Vennbahn ainsi que plusieurs lignes embranchées construites en 1912 et 1917 jouant un rôle important pour approvisionner les champs de bataille de la Première Guerre mondiale. Le viaduc Freiherr von Korff enjambant la Vennbahn à 2,5 km témoigne du passé militaire de la région.
Au lendemain de la guerre, les communes avoisinantes et la Vennbahn sont attribuées à la Belgique. Le trafic de transit s'amenuise fortement durant les années 1930, causant la suppression de la seconde voie. Après la seconde guerre mondiale, les trains de voyageurs sont rétablis mais remplacés par des bus à partir de 1954. Il n'y a plus de desserte possible vers le Luxembourg, un viaduc ayant été détruit. En 1960, toute la ligne au sud de Saint-Vith ferme à son tour ; une desserte de trains "caboteurs" se poursuit sur ce qu'il reste de la ligne 48. La section de Waimes à Saint-Vith est parcourue pour la dernière fois le 23 septembre 1982. Les voies sont démontées en 1987.  Un chemin RAVeL réutilise depuis les emprises de la Vennbahn entre Raeren et Lommersweiler.

## Patrimoine ferroviaire
Rien ne subsiste du bâtiment des recettes datant de 1887. Comme les autres constructions de cette section plus récente, le style est moins austère. À Montenau, la façade pourvue de hautes fenêtres est coiffée par une toiture élaborée comportant deux demi-croupes et une charpente décorative. Il n'y avait à l'origine qu'une seule aile, sur la droite. Destinée aux colis et petites marchandises, sa structure est en poutres de bois. L'aile gauche date de 1907 et arbore moins d'éléments décoratifs ; sous la demi-croupe de son pignon se trouvent deux fenêtres éclairant les combles. Le bâtiment, intact, de la gare de Reuland présente certaines similitudes. Une vaste cabine de signalisation au revêtement en tôle ondulée sur une embase de briques complète les installations agrandies.
Après la disparition des voies, une série de bâtiments dont une entreprise d'alimentation animale ont été érigés.
Une aire de repos du RAVeL créée près du passage à niveau est décorée par un signal mécanique de type allemand et deux essieux de chemin de fer. L'office de tourisme a été installé dans un bâtiment préfabriqué sur le parking adjacent.